# Минский повет
Минский повет — административная единица в составе Минского воеводства Великого княжества Литовского (затем — Речи Посполитой). Центр повета — Минск.

## История
Повет был создан в 1566 году в ходе административной реформы в Великом княжестве Литовском на территории Минского княжества. В 1662 году Борисовское староство было передано Оршанскому повету Витебского воеводства.
В состав повета входили Минское городское, Гайненское, Красносельское и Радошковичское староства, а также частные владения. Среди крупных городов повета были Радошковичи, Докшицы, Игумен (Червень), Койданово (Дзержинск), Раков, Борисов (до 1662). Повет посылал двух депутатов (послов) на вальный сейм Речи Посполитой. В Минске собирались поветовые и воеводские соймики — местные сословно-представительные органы. В середине XVII века в повете было 25 892 крестьянских хозяйства, а население составляло 207 136 человек.
Повет был ликвидирован в 1793 году после присоединения его территории к Российской империи в ходе второго раздела Речи Посполитой.